# Szabolcs vezér
Szabolcs a 10. században élt magyar vezér, a 11. századtól induló magyar gesztairodalomban megőrzött hagyomány szerint a honfoglalók „második kapitánya” és a Csák nemzetség őse volt.

## Említése
Szabolcs nevét elsőként vélhetően a XI. században keletkezett ún. ősgeszta őrizte meg, ennek szövege egyebek mellett a XIV. századi krónikaszerkesztményben maradt fenn. Eszerint "Szabolcs (Zoboleh) volt a második kapitány, tőle származik a Csák nemzetség. Állítólag azon a mezőn, illetve helyen telepedett le, ahol most Csák vára fekszik elpusztítva. Ezt a várat Szabolcs kapitány alapította, később azután Csák megparancsolta, hogy annak a halála után rokonai és családja az ő nevén nevezzék; előbb ugyanis Szabolcs várának (Zoboleye) mondták" (Bellus Ibolya fordítása).
A XIII. század elején alkotó Anonymus szerint Szabolcs a honfoglaló magyarokat vezető hét férfi egyikének, Elődnek a fia volt, "akitől a Csák-nemzetség ered". Elbeszélése szerint "Szabolcs, a nagy vitézségű férfiú szemrevételezett egy Tisza menti helyet, majd mikor közelebbről megismerte előnyeit, úgy vélte, hogy várépítésre különösen alkalmas lenne. Miután társaival együtt döntést hozott, az egybehívott szolganéppel nagy árkot ásatott és egy igen erős földvárat építtetett, amelyet ma Szabolcsnak hívnak" (Veszprémy László fordítása). Anonymus szerint Tas oldalán Szabolcs vezette Szatmár és az ismeretlen helyen fekvő Sárvár várának elfoglalását, majd a Meszesi kapuig nyomultak előre, visszafelé vezető útjukon pedig a dorogmai réven keltek át. Elbeszélésében Szabolcsot Zolta fejedelem később az I. Ottó német király ellen küldött sereg egyik vezérévé nevezte ki.

## Szerepe

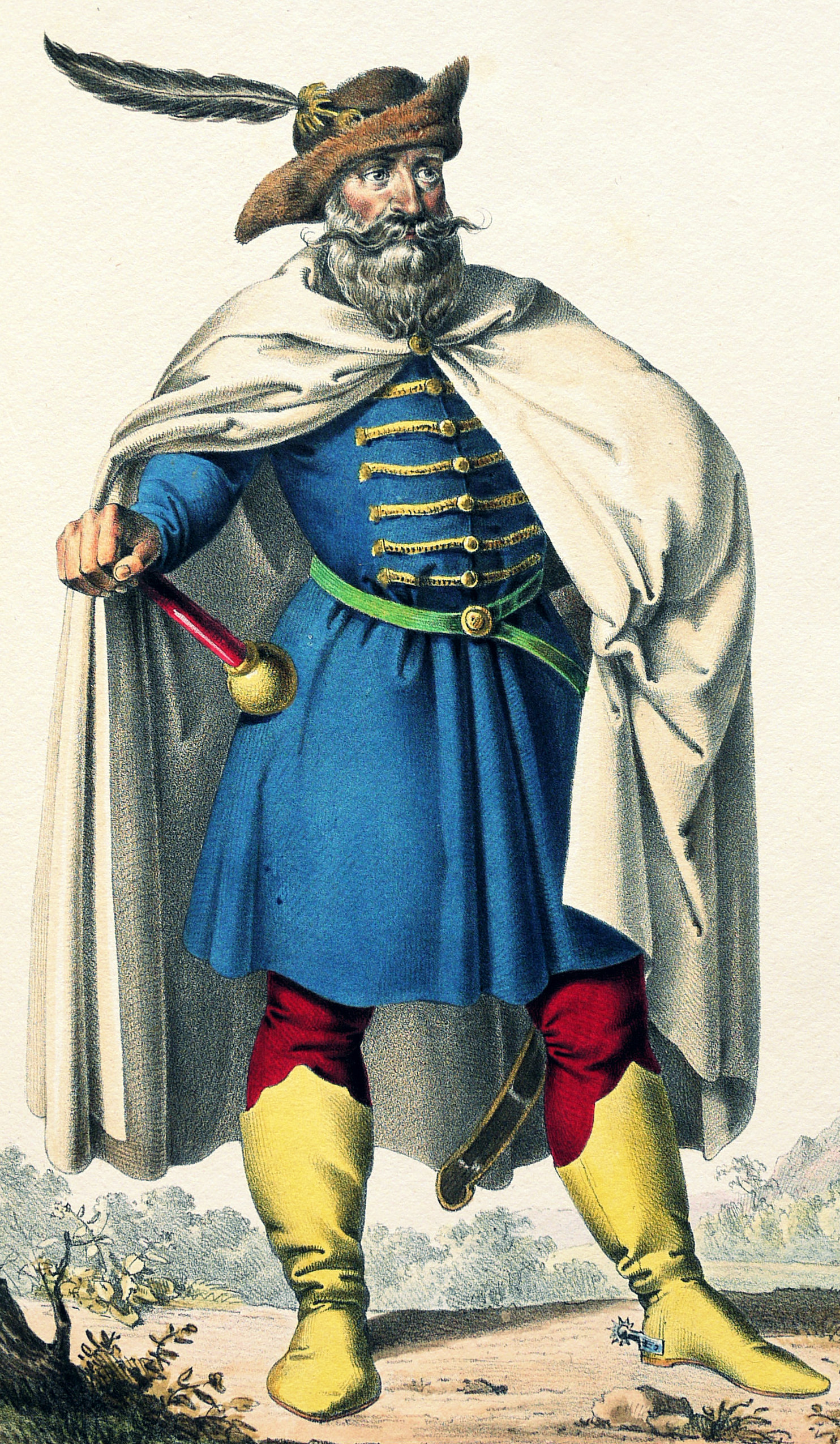
Moritz von Schwind festménye Josef Kriehuber kőnyomata alapján (1828)

A gesztákban megőrzött, nem egyszer ellentmondásos információk alapján a kutatók éles vitákat folytatnak Szabolcs szerepéről. A problémát nehezíti, hogy neve egyetlen külföldi forrásban sem maradt fenn, kizárólag a középkori magyarországi szerzők tesznek említést róla.
A gesztaírók általános gyakorlata volt, hogy helynevekből történeti eseményeket vezettek le, Csák várának építését a Csák-nemzetség vélhetően létező eredethagyománya miatt kötötték Szabolcshoz, míg Szabolcs várának alapítóját a névazonosság miatt azonosította Anonymus Szabolcs személyével. Az adatok hitelességét erősen lerontják azok a régészeti kutatások, amelyek nyomán a korai földvárak építését a X. század utolsó harmadára, jóval a honfoglalás utánra lehet datálni.
Kétséges az is, hogy Szabolcs apja Előd lett volna, az ő nevét a kutatók jelentős része költöttnek tartja, mely az „ős, felmenő” jelentést takarja. Más feltevések az Előd nevet az „elővéd” szóval hozzák összefüggésbe, a hadrendben ilyen szerepet betöltő törzs vezérének tartják. Nem igazolható egyértelműen, hogy Szabolcs a honfoglalás korában élt volna, a legkorábbi gesztákban összeállított vezérnévsor több olyan személy (Bulcsú, Lél) nevét is tartalmazza, akik a X. század második harmadában éltek.

## Utódai

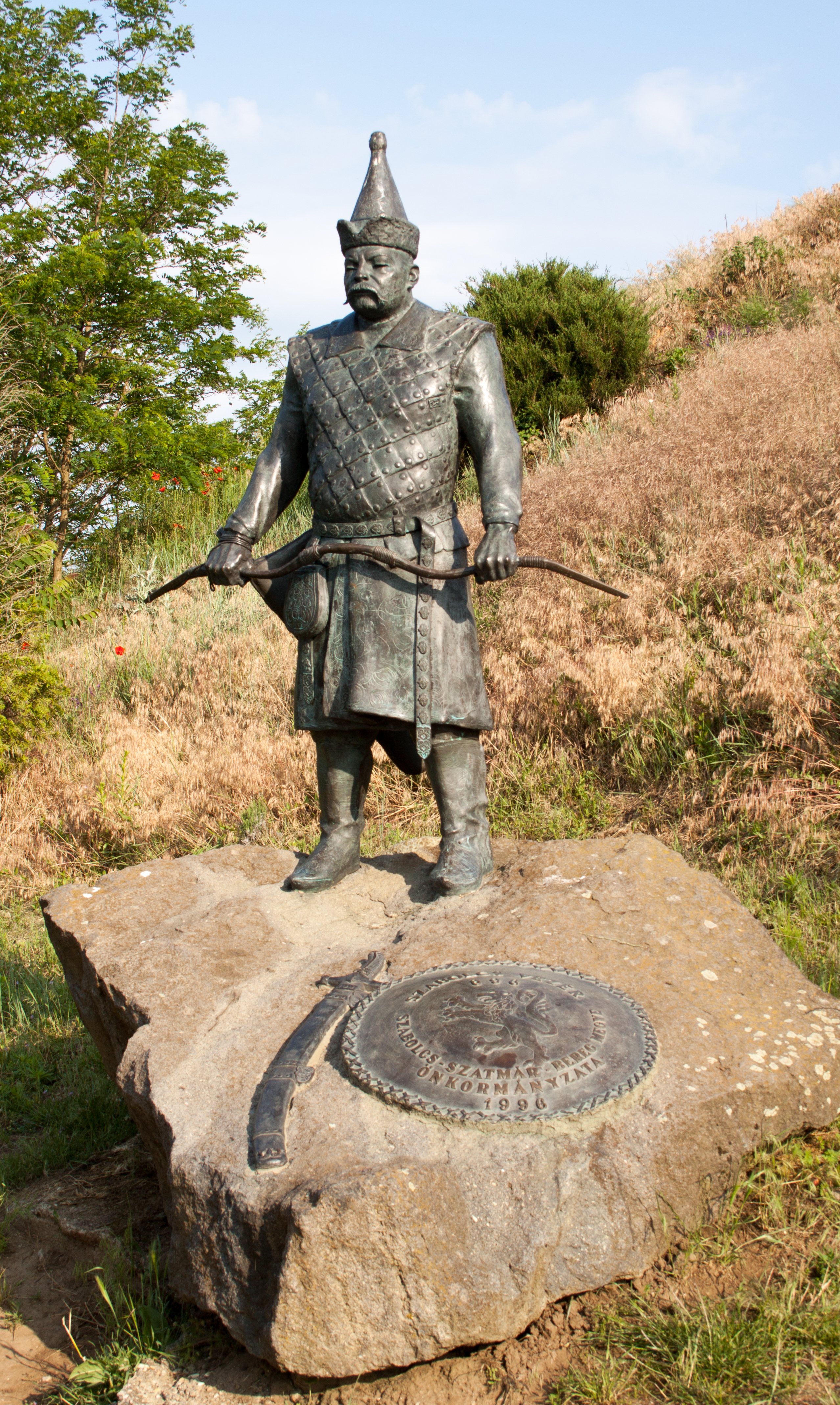
Szabolcs vezér szobra Györfi Sándor alkotása a szabolcsi földvár mellett

Anonymus és a magyar ősgeszta szerzője egyaránt megőrizte azt a hagyományt, hogy Szabolcs volt a Csák-nemzetség őse. A nemzetséget az általános szokások szerint a Szent István korába helyezett ősről, ez esetben Csákról nevezték el, aki a Névtelen állítása szerint Szabolcs unokája volt.

## Történészi vélemények
Györffy György úgy vélte, Árpádot a halála után Szabolcs követte a nagyfejedelmi tisztségben, akit ő az előbbi unokaöccsének tartott. Vélekedését a források nem igazolják, Bíborbanszületett Konstantin szerint a mindenkori fejedelmek Árpád leszármazottai közül kerültek ki. A gesztákban előforduló bizonytalan genealógiai adatok felhasználásával és az 1000 utáni, Árpád-kori állapotok évszázadokkal korábbra való visszavetítésével nem lehet biztos következtetéseket levonni Szabolcs személyéről.
Radikális álláspontot képviselt Kristó Gyula, aki szerint Szabolcs személyét a gesztaírók helynevekből költötték, a valóságban nem létezett ilyen nevű magyar vezér. Megjegyzendő azonban ehhez, hogy két elbeszélés sem egy 'Szabolcs' helynév, hanem 'Csák vára' (Csákvár) kapcsán emlékezik meg Szabolcs vezérről, különböző művekben, a XI. századi gesztára is alapozva írnak a Csák nemzetség eredethagyományáról.

## Emlékezete
- Szobor Nyíregyházán a szabolcs-szatmár-beregi Megyeháza homlokzatán.
- Szobor a szabolcsi földvár mellett, 1996-ban, a millecentenárium alkalmából állították.
- Szobor Pusztaszabolcson. Halassy Csilla szobrászművész alkotása, bronz, 2016.